# Rue du Vieux-Pont-de-Sèvres
La rue du Vieux-Pont-de-Sèvres est une voie de communication située à Boulogne-Billancourt, dans le département des Hauts-de-Seine, en France.

## Situation et accès

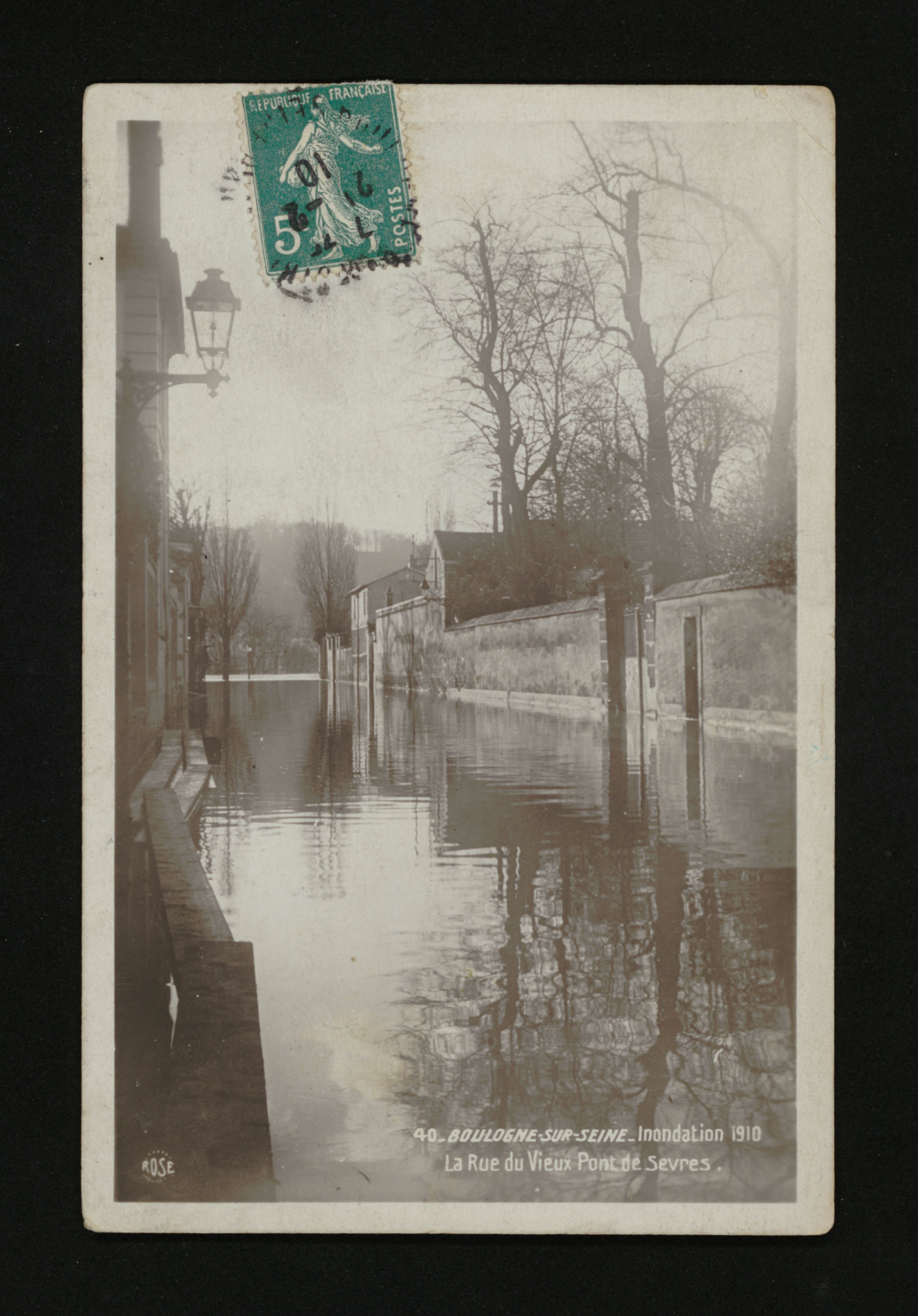
La rue du Vieux-Pont-de-Sèvres lors de la crue de la Seine de 1910.

Commençant à la Seine, elle croise notamment la rue Yves-Kermen, le boulevard Jean-Jaurès et le boulevard de la République.
Elle se termine au droit de la rue Thiers.
Elle est desservie par la station de métro « Marcel-Sembat ».

## Origine du nom

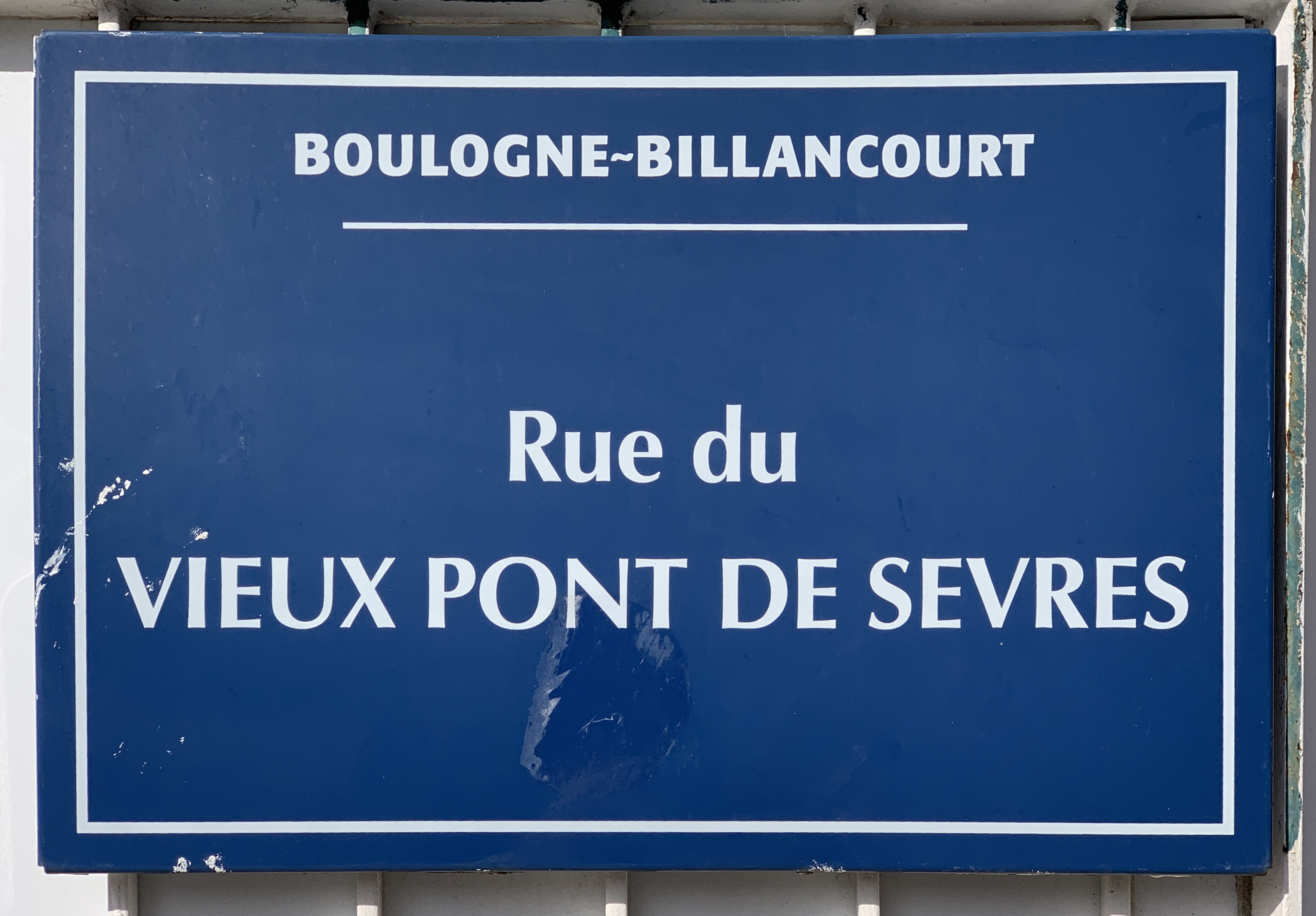
Plaque émaillée de la Rue du Vieux-Pont-de-Sèvres, février 2021.

Son nom provient du premier pont de Sèvres, construit sur décision de Louis XIV afin de faciliter les déplacements entre Paris et Versailles. Ce pont, devenu vétuste, fut remplacé en 1808 par Napoléon Ier.
La rue Marcel-Dassault a été créé en lui empruntant sa partie orientale. Plus loin à l'est, la rue Le Marois située à Paris s'appelait autrefois « chemin du Vieux-Pont-de-Sèvres ».

## Historique

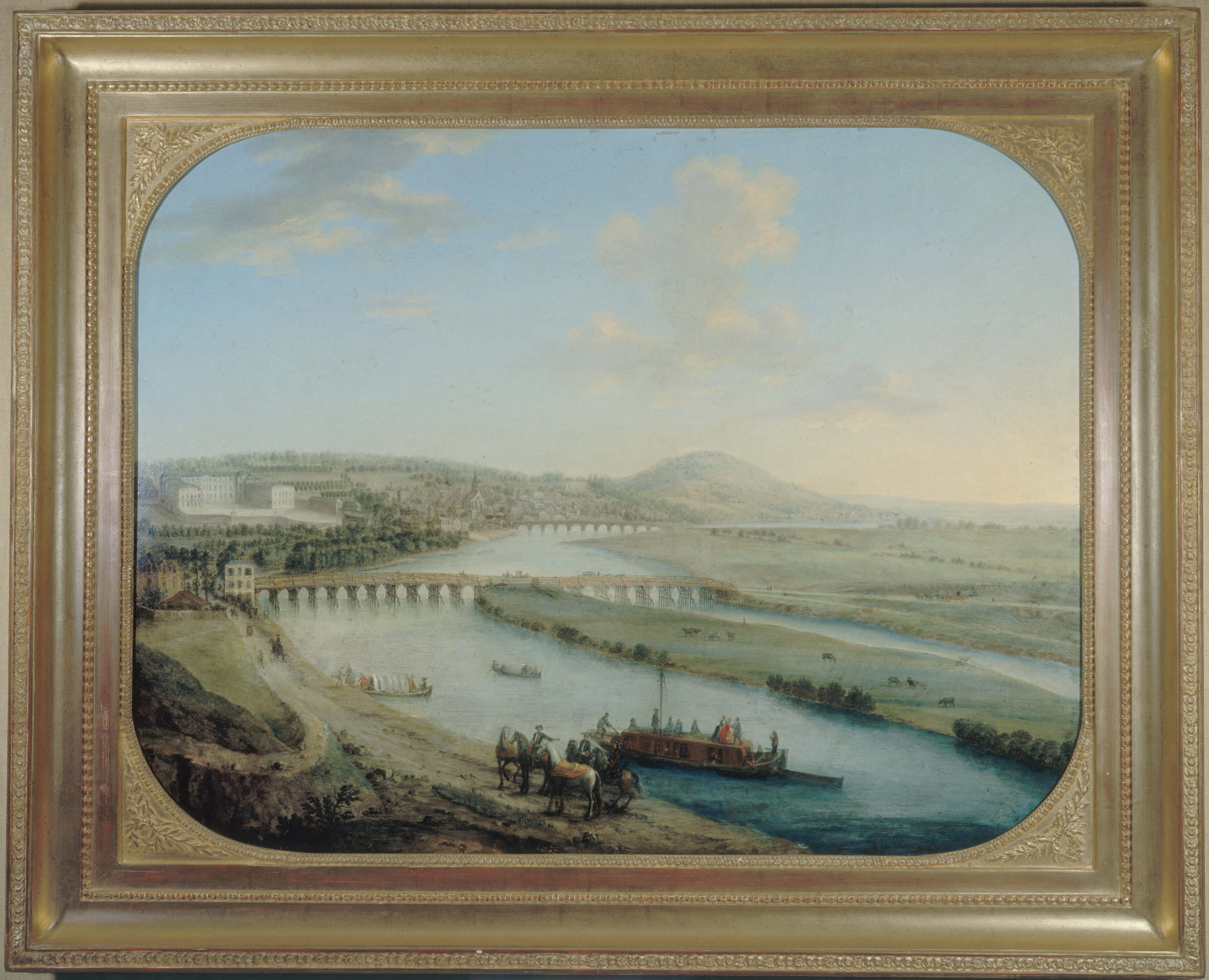
Charles-Léopold Grevenbroeck - île Seguin, le pont de Sèvres et Saint-Cloud - Musée Carnavalet

Au XVIIe siècle, on ne pouvait traverser la Seine à cet endroit, qu'au moyen d'un bac.
La construction d'un pont fut donc entreprise en 1684. Situé au sud du pont actuel, il s'appuyait sur l'île Seguin.
Cette construction entraîna dans son alignement la création d'une nouvelle route carrossable, large de trente mètres , appelée « Grande route de Versailles à Paris ». La destruction de ce pont mis à terme à la gloire de cette voie de communication. En 1825, elle est alors reléguée du statut de route royale à celui de simple chemin vicinal. Sa largeur est réduite à treize mètres, sur décision préfectorale. Ses arbres sont arrachés, les fossés comblés, et les pavés, descellés, sont distribués gratuitement à la population. Ce n'est que trente ans plus tard qu'elle sera à nouveau pavée.

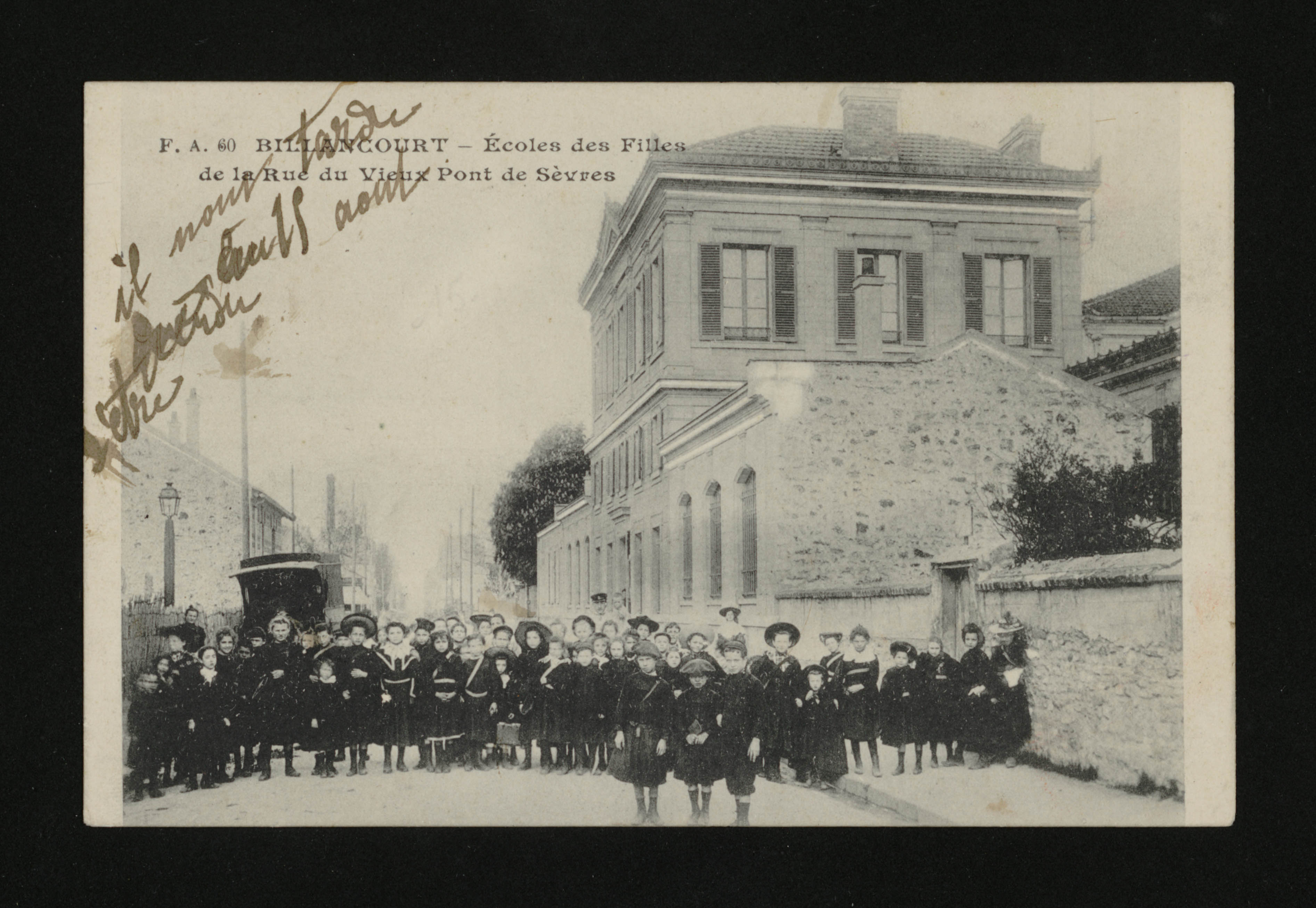
Écoles des Filles de la rue du Vieux-Pont-de-Sèvres, vers 1910.

Entretemps, le nom de « route de Versailles » fut donné à ce qui allait devenir l'avenue du Général-Leclerc et l'avenue Édouard-Vaillant.
Elle fait aujourd'hui partie, sous le nom de rue Marcel-Dassault, des voies de circulation limitrophes de Paris, représentées en 1971 sur la série photographique 6 mètres avant Paris.

## Bâtiments remarquables et lieux de mémoire

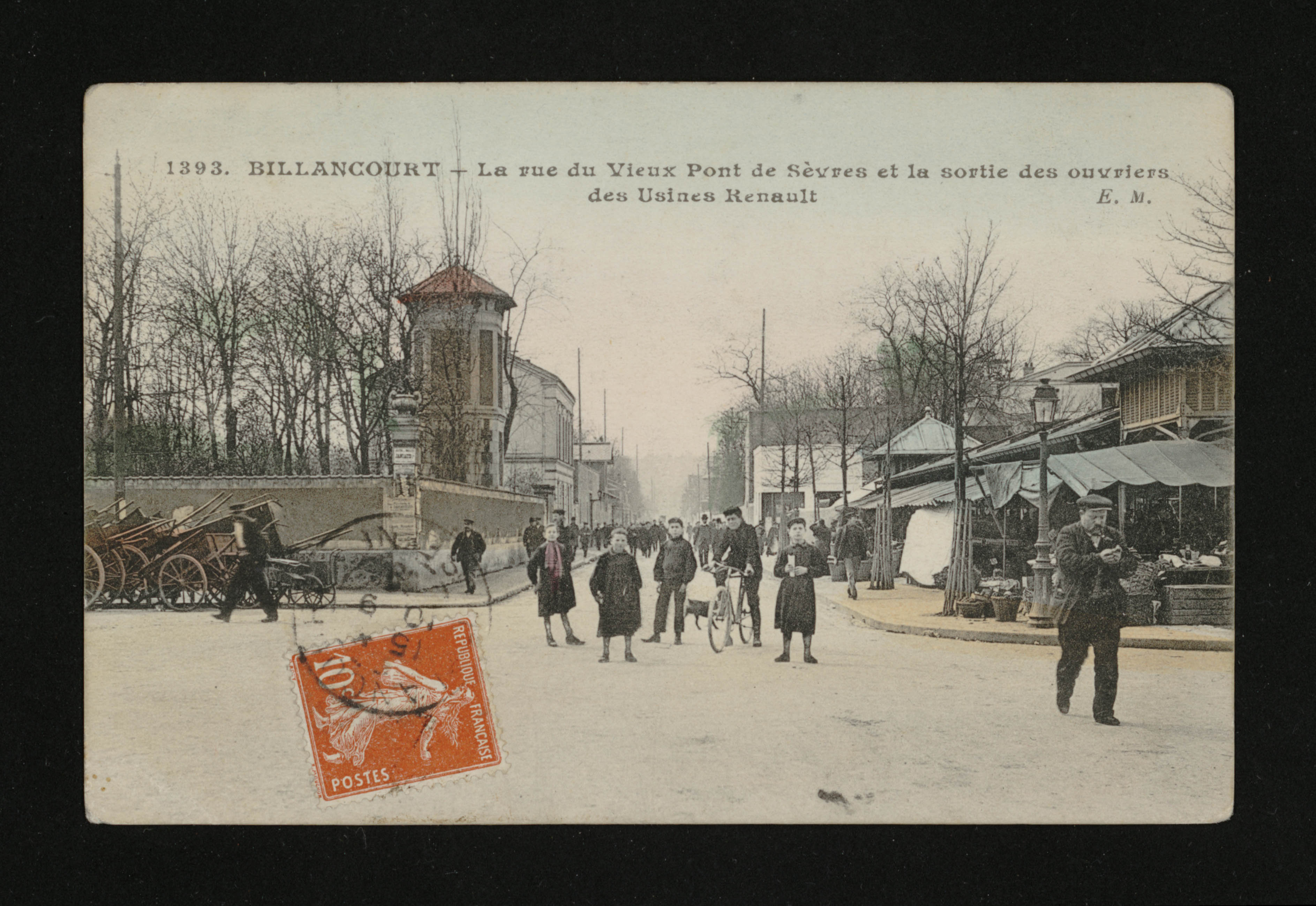
Carte postale - Boulogne-Billancourt - La rue du Vieux-Pont-de-Sèvres et la sortie des ouvriers des Usines Renault.

- Sur le site des anciennes usines Renault[4] a été construit en 2008 l'immeuble L'Angle.
- Au no 142, emplacement des maisons jumelles Lécolle, Villa Toucy, construites en 1892 par l'architecte Hector Guimard, détruites en 1920[5].